# Chú chuột nhỏ trên thảo nguyên
Chú chuột nhỏ trên thảo nguyên (tiếng Trung Quốc: 大草原上的小老鼠, tiếng Anh: Little Mouse on the Prairie) là một bộ phim hoạt hình dài tập do Trung Quốc và Mỹ hợp tác sản xuất.

## Nội dung
Một chú chuột nhỏ vốn sống ở thành phố, thế rồi chú về nông thôn nghỉ hè ở nhà một người họ hàng, tại ngôi làng đã xảy ra biết bao câu chuyện hài hước trong đời thường.

### Nhân vật
- 奥斯谷
- 特薇佐
- 胖猫－比西
- 瘦猫－卡尔
- 兔子：布劳森
- 鸭子：弗莱普
- 青蛙：杰瑞迈
- 松鼠：维基
- 老水蛇：塞帕蒂墨斯
- 大胡子老爹